# Barri de les Adoberies (Vic)
El barri de les Adoberies és un conjunt de Vic (Osona) declarat Bé Cultural d'Interès Nacional.

## Descripció
L'antic barri de les Adoberies estava situat a l'extrem sud-est del nucli emmurallat de Vic, als dos marges del riu Mèder, del qual extreien l'aigua necessària per als treballs de la pell. La part que es conserva actualment del barri original està localitzada principalment al marge esquerre del riu, entre el pont de Queralt i el pont nou sobre el Mèder. Els edificis situats entre el carrer de les Adoberies i el riu Mèder formen una illa de cases aïllada, que limita per la banda del riu amb una resclosa i l'anomenat rec d'en Saborit, construït el 1710 per Fèlix Saborit, propietari del molí del mateix nom situat aigües avall. El marge dret del riu ha estat objecte d'una actuació de millora: s'ha consolidat el mur de contenció lateral i s'han estabilitzat els marges atalussats.

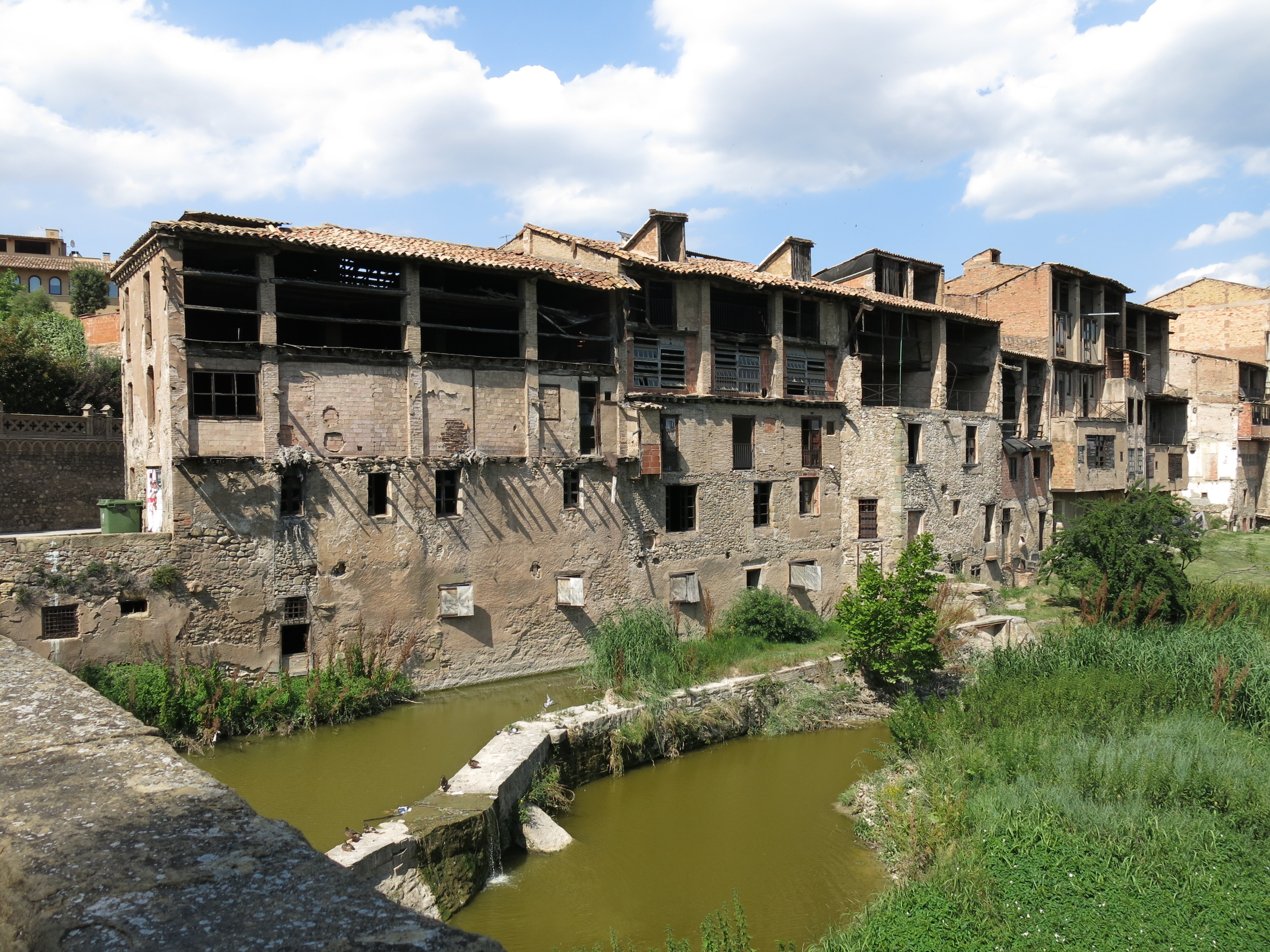
Les Adoberies des del pont de Queralt, amb la resclosa del rec d'en Saborit

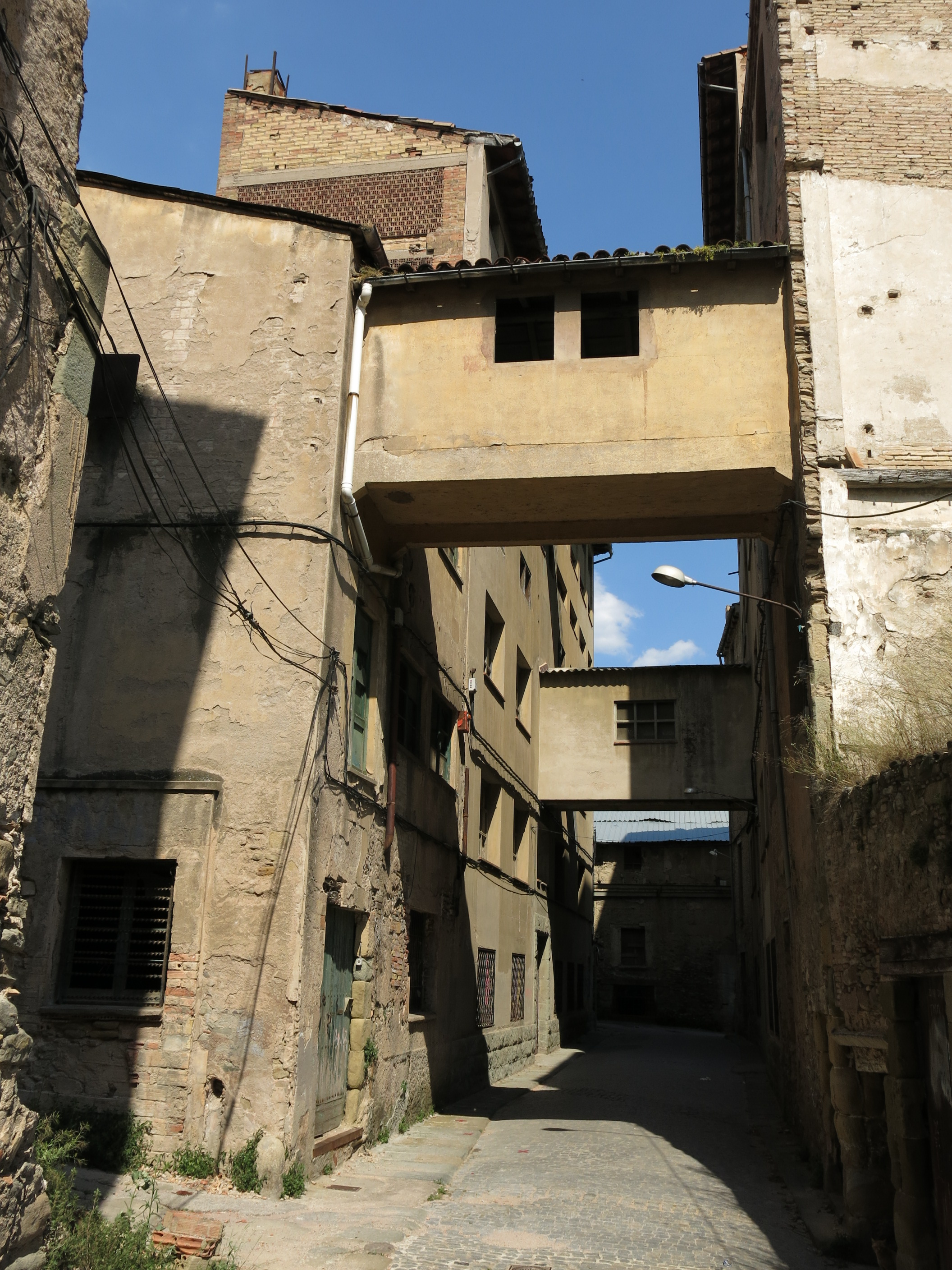
Passos elevats al carrer de les Adoberies

Al marge esquerre de del riu i més amunt del pont de Queralt s'hi conserva la resclosa.
El rec s'aprofitava per canalitzar l'aigua del riu i assolir el nivell adequat, el qual era controlat per una comporta que encara es conserva davant del número 6 del carrer de les Adoberies. En un carreu d'aquesta estructura hi ha la data de construcció i el nom del promotor. El rec és abandonat i cobert de vegetació i de terres que arrossega el riu, però encara s'hi poden veure carreu de pedra picada i pràcticament totes les passeres que des de les plantes baixes creuaven el riu a l'altra banda del qual, a l'esplanada, s'estenien les pells.
Es conserven també canals subterranis i mines per sota del carrer. El rec desapareix i torna a aparèixer molt desdibuixat.
El carrer de les Adoberies es va urbanitzar a mitjan segle xx, en què se'n va elevar el nivell, de manera que les plantes baixes dels edificis van quedar per sota del nivell del carrer; però sembla que no es van afectar els soterranis.
Un altre element que es conserva, per bé que molt deteriorat, la passera que creuava el rec pel pas sota l'edifici del carrer de les Adoberies número 18.
A l'altra banda del carrer Adoberies, els edificis dedicats al tractament de les pells van aparèixer inicialment com a ampliació dels edificis situats a la banda del riu, per a tractaments secundaris per als quals no es necessités una aportació constant d'aigua, i amb els quals es van establir comunicacions directes per sobre el carrer, mitjançant els passos elevats que es conserven avui. Tanmateix, l'edifici de la Tuta (carrer Adoberies, 13; i al final del passatge amb aquest nom) n'és una excepció, ja que disposa de diverses entrades d'aigua que es filtra del terreny superior, i conserva en la seva planta baixa diversos forns calciners i safaretjos de pedra per a tractar pells. Sembla que l'edifici situat al núm. 11, a la banda sud de la Tuta, aprofitava també aquesta aigua, ja que s'hi conserven estructures de pous i safareigs adossats a la mitgera sud de la Tuta.

## Història
El barri de les Adoberies és un dels més emblemàtics de la ciutat de Vic tant pel seu caràcter històric com per la tradició adobera de la ciutat i dels oficis relacionats amb la pell. Aquest barri està situat al voltant de la ribera del riu Mèder, prop de les muralles medieval i del pont de Queralt. La part situada a la ribera nord del riu, al voltant dels carrers Adoberies i Aluders, forma part del que es considera la ciutat antiga de Vic, tot i que en el sector de fora muralles. El conjunt està format fonamentalment per tres carrers i el seu entorn arquitectònic, destacant-ne el carrer de les Adoberies, el carrer dels Aluders i el carrer Prat d'en Galliners.
En els últims anys s'han enrunat tres edificis del conjunt situat al carrer Adoberies, dos d'ells per incendi, i se n'ha incendiat parcialment un altre. Cal observar que la majoria d'adoberies situades a la ribera del Mèder presenten deficiències estructurals importants en els forjats, i alguns d'ells tenen sostres i escales parcialment ensorrats. Els cossos sortints de la façana de riu també es troben en mal estat, tant per defectes de construcció com per envelliment dels materials.